# 러시아의 우크라이나 침공 반전 시위
2022년 러시아의 우크라이나 침공 반전 시위는 러시아 시민들이 2022년 러시아의 우크라이나 침공에 반발하여 곳곳에서 일으킨 시위로, 러시아 국민들이 자발적으로 일으켰다.

## 러시아
러시아 전역 53개 도시에서 1800명이 넘는 러시아인들이 침략에 시위를 벌이다 경찰에 체포됐다. 러시아는 2월 24일 "허가받지 않은" 시위에 참여하지 말라는 성명을 발표했다. 러시아 당국은 반전 시위에 동참한 러시아인들에게 법적 영향을 경고했다. 60명이 넘는 러시아 활동가와 저널리스트가 체포되었다.
러시아의 노벨 평화상 수상자인 드미트리 무라토프는 노바야 가제타 신문이 우크라이나어와 러시아어로 다음 호를 발행할 것이라고 발표했다. 무라토프, 저널리스트 미하일 지가르, 블라디미르 미르조예프 감독 등은 우크라이나가 러시아에 위협이 되지 않는다는 내용의 문서에 서명하고 러시아 시민들에게 "이 전쟁을 거부하라"고 요구했다. 코메르산트의 엘레나 체르넨코는 170명의 기자와 학자들이 서명한 공개 서한을 배포했다.
수감된 러시아 야당 지도자인 알렉세이 나발니는 러시아의 우크라이나 공격을 비난하며 전쟁을 일으킨 사람들을 "강도와 도적"이라고 불렀다.
TV 진행자 크세니아 솝차크, 팝스타 발레리 멜라제, TV 진행자 이반 우르한트는 이번 침공을 비난했다.
2월 24일, 인권 운동가 레프 포노마료프는 침략에 항의하는 청원을 시작했고, 그 날 289,000명의 서명을 받았다. 러시아의 야당 활동가이자 정치가인 마리나 리트비노비치는 러시아 도시들에서 반전 운동을 할 것을 요구했다. 그녀는 집을 나서면서 러시아 경찰에 의해 구금되었다.
러시아 래퍼 옥시미론이 모스크바와 상트페테르부르크에서 열린 6차례의 콘서트 매진을 취소하며 "우크라이나에 미사일이 떨어질 때 나는 당신들을 즐겁게 할 수 없다. 키예프 주민들이 죽어나가며 지하실과 지하철에 숨어있어야 할 때 말이다."라고 말했다.
미하일 마트베예프 국가두마 의원은 도네츠크 인민 공화국과 루한스크 인민 공화국의 승인에 찬성표를 던졌지만, 이후 2022년 러시아의 우크라이나 침공에 대해 "나는 전쟁이 아닌 평화에 투표했다. 나는 러시아에 키이우가 폭격당하는 것이 아니라 돈바스가 폭격당하지 않도록 방패막이 되기를 바랐다."라고 말했다.

## 같이 보기
- 러시아의 우크라이나 침공에 대한 반응